# Selaginella lepidophylla
Lepidoselaginella lepidophylla · Fausse rose de Jéricho
 (décembre 2012).
Si vous disposez d'ouvrages ou d'articles de référence ou si vous connaissez des sites web de qualité traitant du thème abordé ici, merci de compléter l'article en donnant les références utiles à sa vérifiabilité et en les liant à la section « Notes et références ».
Ne pas confondre avec l'Anastatica hierochuntica, plante ayant donné l'appellation Rose de Jéricho.
Espèce
Synonymes
- Lycopodium lepidophyllum Hooker & Greville, 1830
- Lycopodioides lepidophylla (Hooker & Greville) Kuntze, 1891
- Lepidoselaginella lepidophylla  (Hook. & Grev.) Li Bing Zhang & X. M. Zhou., 2023
- Lycopodium nidiforme Sessé & Moc., 1894
- Selaginella rediviva Forrer ex Wittr., 1891

La Selaginella lepidophylla, appelée aussi fausse rose de Jéricho, est une espèce de plantes de la famille des Sélaginellacées. C'est une sélaginelle originaire du désert de Chihuahua situé à la frontière entre le sud des États-Unis et le Nord du Mexique. Elle est connue pour sa capacité à survivre au dessèchement (reviviscence).

## Appellation
Elle est souvent commercialisée sous le nom de « plante de la résurrection » et « fleur de rocher ».
Elle est aussi improprement appelée « rose de Jéricho » en confusion avec l'Anastatica hierochuntica qui partage sa faculté de reviviscence, mais qui est originaire d'Afrique du Nord et du Proche-Orient. Contrairement à la rose de Jéricho, qui meurt pendant la période sèche mais dont les graines survivent, Selaginella lepidophylla survit pendant sa dessication.
Ce nom fait allusion à la ville biblique de Jéricho. En effet, cette ville renaissait sans cesse de ses cendres tout comme cette plante qui est douée de la capacité de reviviscence. Cette capacité lui permet dans son milieu naturel de reprendre sa croissance en se réhydratant après une longue période de sécheresse.

## Description
Cette plante se présente alors sous la forme d'une boule de feuilles desséchées. Placée au contact de l'eau, cette boule va s'ouvrir au bout de quelques heures et progressivement les feuilles desséchées reprennent leur couleur verte. Il arrive parfois que certaines Selaginella trop endommagées ou desséchées jusqu'au cœur soient définitivement mortes. Cependant, même dans ce cas, en raison de la structure biologique particulière de ses feuilles, la plante conserve la capacité de s'imbiber d'eau et de se déployer, même de nombreuses années après sa mort. Une fois réhydratées, seules les plantes qui ont repris leur couleur verte et dont les racines ne sont pas trop abimées pourront survivre à condition d'être replantées assez rapidement dans un mélange acide et bien drainé de terre de bruyère et de pouzzolane. Les Selaginella ne sont ni des plantes aquatiques, ni des plantes épiphytes et elles ne peuvent survivre très longtemps hors sol. Elles peuvent être conservées en pot, placées dans un endroit lumineux, en évitant toutefois une exposition directe au soleil.
Les feuilles situées vers l'extérieur de la plante sont les plus agées, et se courbent plus rapidement que les jeunes feuilles du centre. Cela permet à la plante de se comprimer davantage et aussi de s'ouvrir plus rapidement.
Malgré sa résistance à la dessication, Selaginella lepidophylla, sous sa forme sèche comme sous sa forme hydratée, est sensible aux fortes chaleurs, qui diminuent sa capacité de photosynthèse.

### Mode de vie

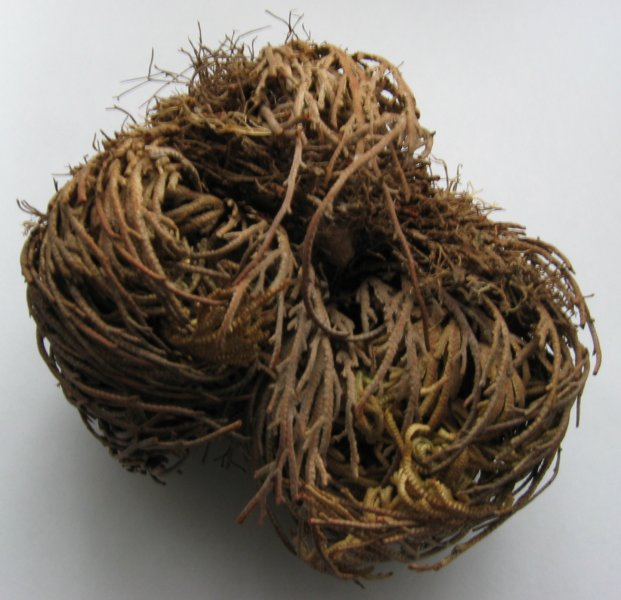
Rose de Jéricho desséchée.

Déploiement accéléré d'une rose de Jéricho qui se réhydrate bien qu'étant morte (temps réel trois heures)

Adaptée au milieu désertique, la Rose de Jéricho possède la capacité de se passer d'eau durant plusieurs années en se desséchant jusqu'à ne conserver que 3 % de sa masse.
Cette plante peut vivre et se reproduire dans des régions arides pendant de longues périodes, jusqu'à ce que les conditions de vie deviennent trop difficiles. La plante développe alors un mécanisme de survie en se desséchant progressivement. Peu à peu, la sève se retire des feuilles qui brunissent et se replient donnant à la plante l'aspect d'une boule. Elle entre en dormance et toutes ses fonctions métaboliques se réduisent au minimum. Si la sècheresse persiste, les racines peuvent lâcher et le vent emporter la plante, lui permettant parfois de trouver un nouvel endroit humide où elle pourra se réhydrater avant de reprendre racine. La plante ne produit pas de fleur ni de graine car il s'agit d'un sporophyte, elle se reproduit donc par spores.

## Distribution
Cette plante est originaire du désert de Chihuahua au Nord du Mexique et aux États-Unis (États du Nouveau-Mexique et du Texas). On la trouve aussi en Amérique Centrale (au Salvador et au Costa Rica).

## Classification
En 2023, une phylogénie de la famille des Selaginellaceae, qui ne comportait qu'un seul genre non fossile comprenant plus de 750 espèces, Selaginella, est proposée par Li Bing Zhang et X. M. Zhou. Selon cette classification, la fausse rose de Jéricho appartient désormais au genre Lepidoselaginella, son nouveau nom étant Lepidoselaginella lepidophylla,. Deux autres espèces de sélaginelles appartiennent à ce genre : Lepidoselaginella novoleonensis et Lepidoselaginella ribae. Ces espèces vivent aussi à la frontière entre le Mexique et les États-Unis, elles ont toutes la particularité de former une rosette, et des rhizophores sur le dos de la tige,.

## Utilisation
Grâce à ses étonnantes propriétés, la Rose de Jéricho fut un porte-bonheur qui se transmettait autrefois dans les familles de génération en génération.
Au Mexique, la Rose de Jéricho est vendue comme diurétique. Les femmes boivent l'eau dans laquelle est trempée la plante pour faciliter l'accouchement. Selon la vitesse à laquelle s'épanouit la Rose dans l'eau, elles déduisent si l'accouchement sera facile ou difficile.
Elle est aussi utilisée dans les rites du vaudou et de la santeria cubaine pour invoquer l'amour et la fortune. On dit que la plante absorbe « l'énergie négative » quand on la porte sur le corps.
La plante est également utilisée sous forme de thé pour traiter le rhume et les douleurs de gorge car elle présente une efficacité contre Helicobacter pylori,. On en extrait la Jericine, une substance utilisée dans des crèmes hydratantes anti-âge,.